# Leptogorgia festiva
Leptogorgia festiva is een zachte koraalsoort uit de familie Gorgoniidae. De koraalsoort komt uit het geslacht Leptogorgia. Leptogorgia festiva werd in 1860 voor het eerst wetenschappelijk beschreven door Duchassaing & Michelotti. 